# Luciakapelle (Seckau)

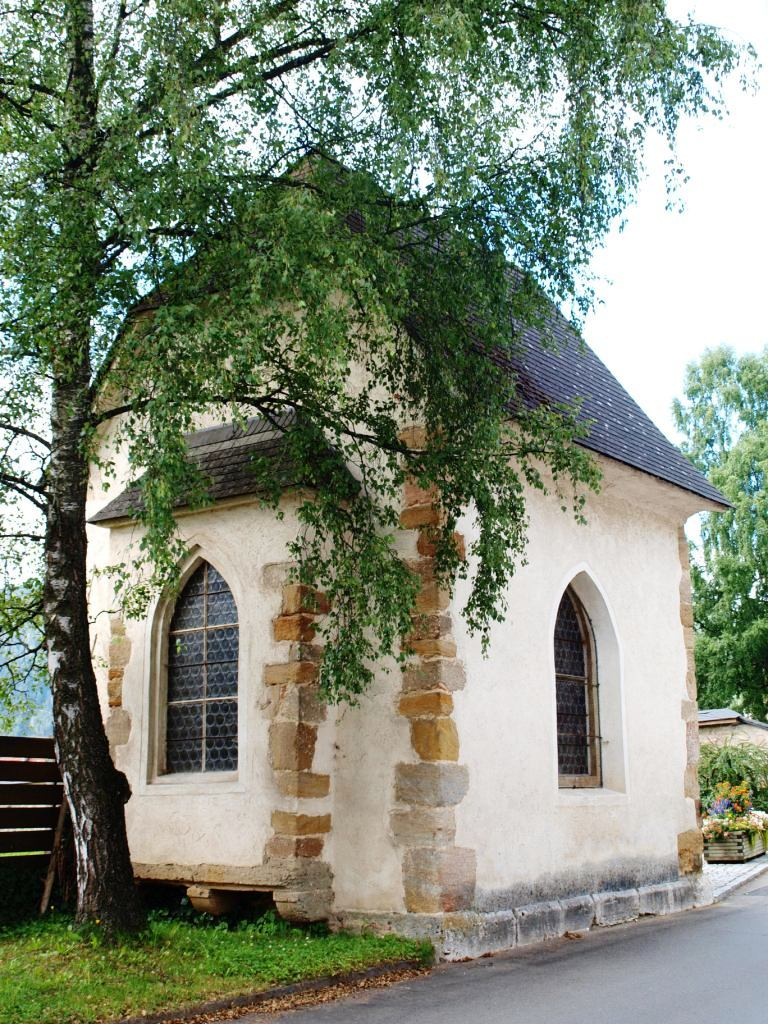
Luciakapelle (2011)

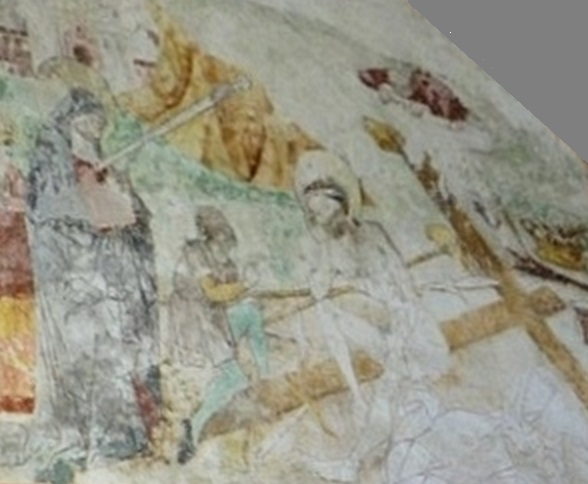
Spätgotisches Fresko: Christus als Schmerzensmann vor der Kreuzigung; Maria als Schmerzensmutter

Die Luciakapelle ist eine römisch-katholische Kapelle in der Marktgemeinde Seckau und diente ursprünglich als Gotteshaus des angrenzenden Spitals, das 1913 wegen Baufälligkeit abgetragen wurde. Der Innenraum mit seinen zur Gänze durch spätgotische Fresken verzierten Wänden gilt als der bedeutendste in der Steiermark. Die denkmalgeschützte Kapelle steht unter dem Patrozinium der heiligen Lucia.

## Geschichte
Der Baugeschichte der Luciakapelle ist Teil des um 1501 durch Propst Johannes Dürnberger gestifteten Armenhospizes und fällt zeitgeschichtlich in jene Epoche, als Kirche und Klöster für die Armen und Kranken in der Gesellschaft primär Sorge trugen. Mit dem Vermögen des 1488 ausgestorbenen Chorfrauenklosters wurde unter Dürnberger unweit des Stiftes Seckau ein Hospital errichtet. Das „neue“ Hospital übernahm die Aufgabe des 1197 gegründeten und später abgekommenen Armenhospizes des Stiftes.
Am 5. August 1502 folgte die Einweihung des Armenspitals und der angrenzenden Luciakapelle. Während der ersten gewaltsamen Aufhebung des Stiftes Seckau (1782–1883) diente die spätgotische Kapelle als Gemeindearrest, wobei die kostbaren Fresken übertüncht und die gotischen Maßwerkfenster verkleinert und zugemauert wurden. Nach der Wiederbesiedelung von Seckau übernahmen die Benediktinermönche aus Beuron auch das zur Ruine verfallene Hospital und die Luciakapelle. Wegen zu großer Baufälligkeit musste das Hospital 1912/1913 abgerissen werden. Die Erhaltung der Luciakapelle konnte erst 1935 garantiert werden, nachdem das Landesdenkmalamt, der Seckauer Benediktiner und Kirchenhistoriker Benno Roth sowie der Seckauer Pfarrer Pius Widerhofer Initiativen ergriffen.
1935 wurden die Fresken unter Initiative des Grazer Landeskonservators Semetkowsksi sowie des akademischen Malers Hoffmann freigelegt und 1958–1960 durch Restaurierungsarbeiten gesichert. 1975 erfolgte eine Außenrenovierung.

## Architektur und Fresken
Im nur 3,5 × 2,5 m großen quadratischen Raum bildet die Altarnische keinen sonst für die Spätgotik typischen polygonen, sondern einen geraden Chorabschluss. Die Fresken sind oberhalb des Fensters an der Nordwand und Ostwand mit der Jahreszahl 1501 datiert und stellen eine Beziehung zum menschlichen Leid und der christlichen Nächstenliebe dar.
Das Netzrippengewölbe auf Konsolen zieren die Evangelistensymbole und Ranken, die Altarnische zeigt den leidenden Heiland mit Engel und Maria mit Kind sowie den Stifter. An der Westwand sind der hl. Martin und die hl. Elisabeth erkennbar, an der Südwand Christus am Leidensholz mit der Schmerzhaften Mutter. Im sehr schadhaften rechten Abschnitt ist eine Fehlstelle, die bei der Zweckentfremdung als Gemeindearrest entstand, wobei ein großes Loch zwischen den Fresken durchgeschlagen wurde, um ein Ofenrohr durchzuführen. Am besten sind die Fresken der hl. Odilia und der hl. Lucia an der Nordwand erhalten.